# Histoire de l'archipel des Comores
Peuplée depuis près de deux millénaires, les différentes îles des Comores ont connu une histoire très voisine avec plusieurs vagues de migrations.
Ces îles étaient connues depuis longtemps des pirates arabes, elles sont même citées dans les contes des Mille et Une Nuits. Un passage décrit la population autochtone qui y vit. Puis c'est la France, puissance coloniale, qui unit administrativement les îles. L'histoire des îles se sépare à nouveau après la formation en 1976 de la République fédérale islamique des Comores et le souhait de la population mahoraise de  rester française.
- Voir également : 
  - Grande Comore, Anjouan, Mohéli, Mayotte
  - Histoire de Mayotte, Territoire des Comores (1946-1975), Histoire des Comores (pays) (depuis 1975)

## Préhistoire
L'archipel des Comores, d'origine volcanique, est vieux de 9 millions d'années : l'île la plus ancienne (et la plus érodée) est Mayotte, et la plus récente est la Grande Comore, qui possède encore un volcan actif susceptible de l'agrandir. L'archipel ne semble pas avoir connu de présence humaine avant le Moyen Âge, les mammifères en étant probablement absents à l'exception des roussettes.

Chronologie de la dispersion austronésienne

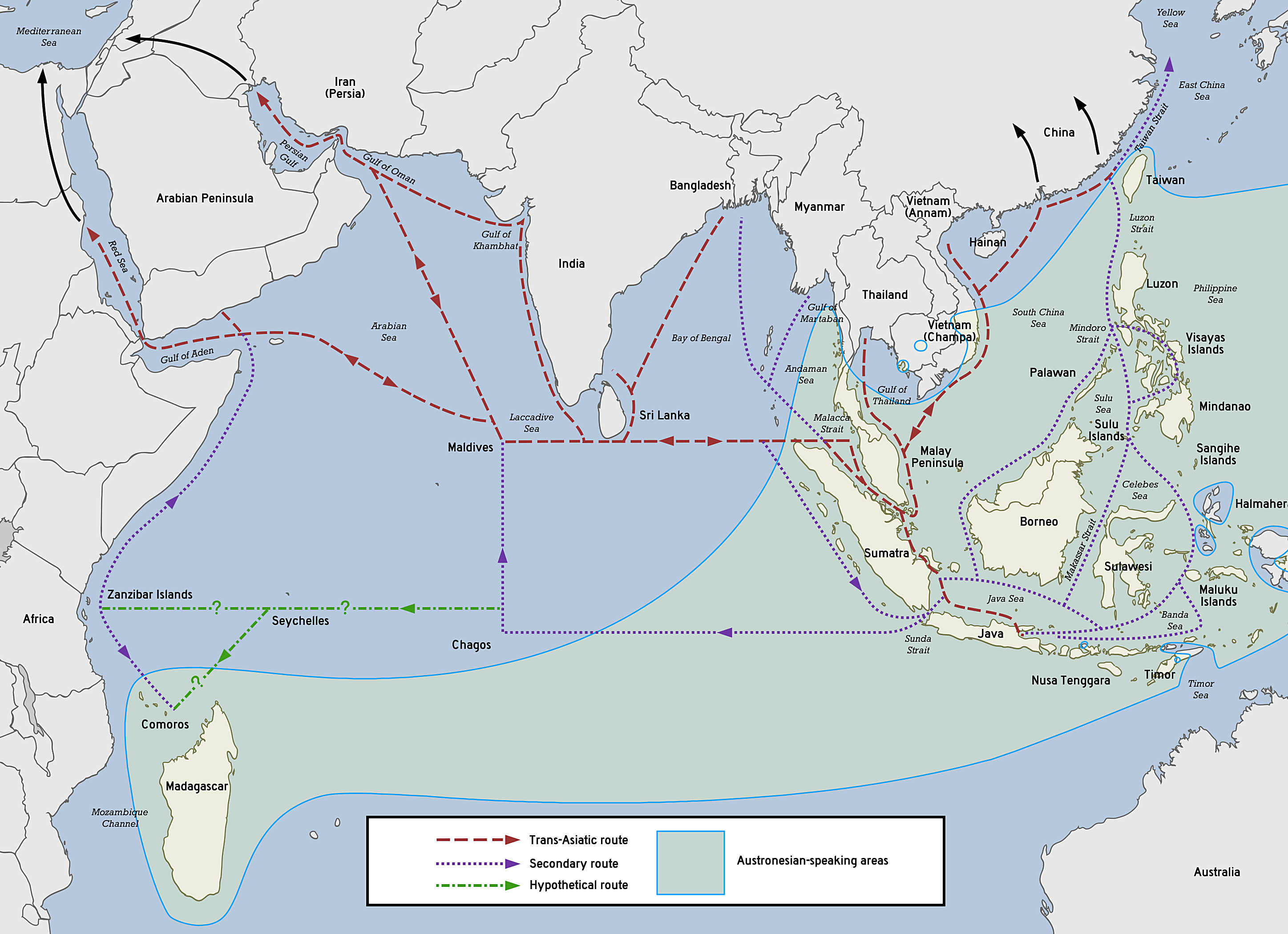
Réseau maritime austronésien

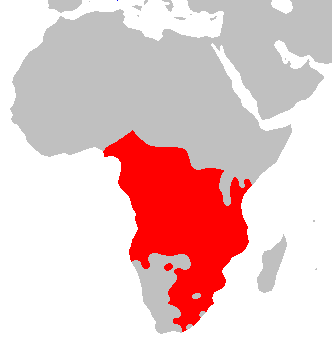
Extension des langues bantoues

## Le peuplement bantou
Les auteurs et navigateurs antiques (égyptiens puis grecs et latins) ne semblent pas bien connaître la région au sud de la Somalie. Pline l'Ancien mentionne au sud de l'Erythrée une ville appelée « Damnia » dans laquelle certains chercheurs comme N. Chittick croient reconnaître Domoni, mais aucune preuve archéologique n'atteste ce rapprochement. 
Il semble cependant que les navigateurs de l'antiquité ne tenaient pas à dépasser le Cap Delgado (à la frontière Tanzanie-Mozambique), au-delà duquel la navigation est alors plus complexe et le retour non assuré. 
Le Canal du Mozambique semble donc être resté relativement à l'écart du commerce international jusqu'au VIIIe siècle. 
Les proto-malgaches, venus de la région malaise ont pour leur part pu atteindre Madagascar dès le IVe siècle, suivis par les néo-indonésiens à partir du XIe siècle. 
Les premières traces de peuplement datent du VIe siècle, il s'agit probablement de Bantous provenant de la côte africaine, appelé Antalotes (abusivement dénommés bushmen par les Européens). 
Ces premiers habitants mettent en place une organisation politique et sociale proprement africaine. 
Mayotte et Anjouan, plus difficiles d'accès du fait de leurs barrières de corail, ont été occupées apparemment plus tardivement, et les deux îles se différencient de l'ensemble des Comores par une évolution linguistique spécifique. 
On suppose que les Austronésiens qui contribuent au peuplement de l’île de Madagascar sont passés par les Comores entre le VIIe et le XIIe siècle mais ne s’y sont principalement installés qu'à Mayotte. 
Cependant, des recherches archéologiques menées par le professeur Felix A. Chami (en) dans l'île de la Grande Comore suggèrent que l'île aurait été habitée bien plus tôt qu'on ne le pense « environ 3000 ans avant Jésus-Christ » (AEC).
Initialement, les villages sont régis par les doyens que sont les chefs des familles les plus influentes ou les chefs de villages.
Ils portent le titre de mafé, mfaume ou mafani à Anjouan ou Mohéli (Mfalume en kiunguja). 
Les mafés laissent la place assez rapidement à des Mabedja qui forment une chefferie dirigeante dans chaque village.

## 650-800:islamisation des Comores

### Une islamisation dès leVIIesiècle?
L'archéologue Felix A. Chami (en) s'est préoccupé de l'histoire de l'islam dans ce pays. En attendant la validation de ses travaux par la communauté scientifique, le 5 décembre 2010, à en croire le professeur, des fouilles archéologiques menées dans une ancienne mosquée comorienne ont révélé trois fondations superposées au sous-sol. La première fondation est celle d'une mosquée qui date du XIIIe siècle. La seconde dont les traces de la niche (mihrab) et de la chaire (minbar) sont nettement visibles, a fourni des matériaux datant du VIIe siècle, notamment des écritures gravées sur des poteries et autres objets déterrés à ce niveau. Si cela devait se confirmer, la thèse de l'islamisation des Comores remonterait au VIIe siècle apr. J.-C..
D'après le professeur Mohamed Bajrafil : « l’islam s’y est installé depuis sa primeur. La légende des deux dignitaires comoriens partis en terre sainte, à La Mecque, à la rencontre du prophète pour se convertir à la nouvelle religion, est aujourd’hui en partie corroborée par les fouilles archéologiques récemment effectuées dans la ville de Ntsaoueni, dans le Nord de l’île de la Grande Comore, qui prouvent de manière définitive que l’islam est bien arrivé aux Comores dès le premier siècle de l’ère hégirienne. Peu importe, dès lors, que ce soit par Mtswa Muindza et Fé Bédja, lesdits dignitaires, ou par d’autres qu’il y ait élu domicile ».
L’élément important, dans cette donnée nouvelle, est que l’islam serait dans ce pays aussi ancien que l’instauration des premières populations. Il est un des ciments de la société comorienne, dont il régit une partie non négligeable de l’organisation, tant au niveau des mœurs qu’à celui de la justice, notamment la justice civile[source insuffisante]. 
Cependant, la présence de tombes médiévales non orientées vers la Mecque (notamment à Mayotte) indiquerait des rites non-islamiques jusqu'à une période plus tardive : l'islam serait ainsi longtemps demeuré la religion des élites (souvent d'origine étrangère : persane, puis omanaise et zanzibarienne), tandis que le peuple et surtout les esclaves serait demeuré dans des religions primitives progressivement teintées de syncrétisme.

### 900-1000: arrivée des Perses
Les sépultures de rite musulman découvertes à Mayotte dans la nécropole de Bagamoyo témoignent de l'arrivée des marchands persans de passage, originaires de Chiraz, dont la chute a provoqué une vague d'émigration dans le sud de l'Iran actuel, qui constituent les premières communautés musulmanes de l'archipel. Ces lignées princières chiraziennes, les Qabilas, originaires de la côte swahili fondent en effet les premiers sultanats, s'établissant dans les villes côtières fortifiées (Mutsamudu et Domoni à Anjouan, Fomboni à Mohéli, Moroni, Mitsamiouli, Itsandra et Iconi à la Grande Comore), unifiant sous leur autorité les communautés villageoises alors commandées par des Mafani (Anjouan, Mohéli et Mayotte) et Bedja (Grande Comore). Ils font main basse sur les terres des cultivateurs autochtones, les Walatsa, qui sont alors contraints de travailler pour eux. Ceux qui s'y refusent sont refoulés à l'intérieur des terres.
C'est surtout au contact de ces dynasties chiraziennes que les élites comoriennes vont progressivement s'islamiser. On considère le XIIe siècle comme l'époque pendant laquelle l'aristocratie comorienne est totalement islamisée. En parallèle, la chute de Chiraz et de son influence maritime ouvre la voie aux commerçants indiens (en particulier les kharimis), dont la présence va s'intensifier dans la région entre les XIe et XIIIe siècles, laissant d'importants témoignages archéologiques sous la forme de poteries typiques de la côte indienne. 

En 1154, le géographe arabe Al Idrissi réalise pour le roi Roger II de Sicile un travail carthographique appelé Tabula Rogeriana, dans lequel il décrit ainsi ce qui semble être les Comores : 

« Vis-à-vis du littoral du pays des Zeng sont des îles appelées Îles du Jâvaga (gazâ'ir al-Zâbag) ; elles sont nombreuses et de vaste surface. Leurs habitants ont le teint très cuivré... Parmi, encore, ces îles de Jâvaga est l'île d'Anjouana (gazirat al-Anguna). La population de cette île est un mélange de races. On dit que lorsqu'en Chine (al-Sîn) la situation se dégrada du fait des dissidents et qu'en Inde, troubles et violences s'accrurent, les Chinois écoulèrent leurs produits vers le Jâvaga et autres îles s'y rattachant. »

Les Comores demeurent cependant encore marginales dans le commerce arabe, car situées au-delà de la zone dans laquelle on peut naviguer en fonction des constellations arabo-persanes : l'archipel n'apparaît donc quasiment pas dans les « rahmanag » (routiers nautiques) arabes de l'époque, dont les plus importants pour l'océan Indien sont ceux d'Ibn Mâgid (XVe siècle) et Soulayman al-Mahri (début du XVIe siècle).
Al Idrissi détaille également les produits de l'archipel (qui semble dominé à l'époque par Anjouan) : bananes (les plus nutritives de la région d'après lui), sorgho, riz, bovins, canne à sucre, coco, camphre, santal. Il est cependant probable que le commerce des esclaves fut la principale source de revenu des habitants des Comores pendant de nombreux siècles. 
La plus ancienne mosquée de l'archipel se situe à Anjouan, sur le site du vieux Sima et daterait du XIIe siècle. L'islam pratiqué à cette date est fort influencé par le chiisme persan dont on retrouve notamment l'écho dans la présence de sépultures dans l'axe du mihrab de nombreuses mosquées anciennes (culte du saint fondateur). L'islam sunnite chafiite ne s'impose dans le sud-ouest de l'Océan Indien qu'à partir du XIVe siècle d'après le témoignage d'Ibn Battûta de 1331[réf. nécessaire]. Sima devient la première capitale du sultanat chirazi d'Anjouan. De cette époque date la mosquée chirazienne, ses ruines sont encore visibles aujourd'hui. Domoni abrite une autre mosquée chirazienne de la fin du XVe siècle. Une inscription présente dans la mosquée du Vendredi de Moroni date sa construction de 1427, tandis qu'à Mbéni, une inscription date la mosquée du Vendredi de 1470.

### 1500: installation duchaféisme

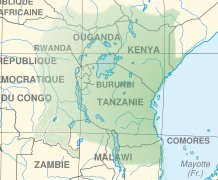
Zone actuelle des langues swahilies.

En 1506, une flotte chirazienne commandée par Mohamed ben Haïssa aborde l’archipel et en bouleverse la vie économique et sociale. Dès lors, des manuscrits en caractères arabes notent l'arabe, le comorien ou le swahili, et permettent de reconstituer les généalogies des clans et des sultanats, au demeurant particulièrement complexes. Par la subjugation et par le jeu d'alliances, ils contribuent ainsi à l'établissement de nouveaux lignages matrimoniaux, surtout à la Grande Comore et à l’île d’Anjouan. L'installation des sultanats chiraziens contribue à l'adoption puis à la généralisation de la doctrine chafiite aux Comores comme en témoigne la description de l'archipel par l'amiral turc Piri Reis en 1521.
La mosquée chirazie de Tsingoni à Mayotte, longtemps interprétée comme la plus ancienne, date en réalité de 1538 comme en témoigne l'inscription conservée dans son mihrab.
Cependant, le caractère élitiste de l'islam aux Comores et l'existence d'une écrasante majorité d'esclaves dans la population expliquent la faible diffusion de l'islam dans les sociétés comoriennes jusqu'au XIXe siècle. On comprendra pourquoi les mosquées, notamment les mosquées royales chirazies, sont faites pour abriter un petit nombre de fidèles. L'abolition de l'esclavage et le succès des Tariqa (confréries soufies) à partir de la fin du XIXe siècle expliquent la large conversion des comoriens à l'islam à cette date.
Durant cette époque, le pouvoir est aux mains des nombreux sultans locaux dit batailleurs, du fait de la rivalité entre sultanats et des nombreux conflits qui en ont découlé. Finalement Anjouan, qu'on dit la plus arabe des îles, finit par prendre contrôle, peu ou prou, de Mohéli, et tentera régulièrement d'étendre son pouvoir sur Mayotte jusqu'au XIXe siècle.
- Liste des sultans d'Anjouan, liste des sultans de Mohéli, liste des sultans de Mayotte, liste des sultans de Grande Comore

### Structure sociale
Les systèmes issus de cette histoire superposent des coutumes africaines, arabo-musulmanes et parfois malgaches mais ne sont pas à même de fournir au détenteur du pouvoir les moyens de contrôler de grandes surfaces. Ainsi à la Grande Comore, cohabitent plusieurs sultanats dirigés par différents chefs (sultans) qui décident d'accorder une importance honorifique à l’un d’entre eux, le sultan Tibé. À Anjouan, trois lignages royaux implantés dans les trois principales villes (Mutsamudu, Ouani et Domoni) se partagent le pouvoir.
Un tel système doit tenir compte des avis d’un Grand Conseil (Mandjelissa) qui réunit les principaux grands notables. Le sultan est aussi secondé par des vizirs qui sont des relais du pouvoir dans certaines régions. On trouve aussi sur le plan local d’autres agents administratifs : naïbs (assimilables à des chefs de canton), chefs de la police, collecteurs d’impôts, chefs de village (nommés par le sultan) et chefs religieux. C’est de cette époque que datent les documents écrits et les manuscrits en langue arabe, en swahili ou en comorien, le tout présenté en alphabet arabe.
Par la suite les Comoriens cherchent aussi à instaurer leur langue (les différentes langues des Comores étant des dialectes du kiswahili) comme un moyen de communication administratif et littéraire, notamment par l'enseignement.

## 1400-1800: âge d'or duZanguebar,culture swahilie

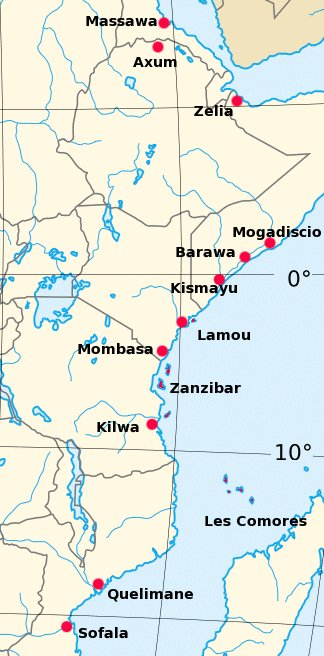
Zone de culture swahilie

L'archipel des Comores constitue la frontière sud de l'aire culturelle swahilie qui se développe à partir de la fin du Moyen Âge dans cette région que l'on appelle à l'époque le Zanguebar (« côte des Noirs » en persan) ; Mayotte constitue également le point de contact de cet ensemble avec la culture malgache, très différente, ce qui fait de cette île un carrefour d'influences - mais aussi un enjeu militaire stratégique. Les influences venues de l'ensemble de l'océan Indien, mais aussi de la côte africaine, chamboulée par l'irruption des Bantous, et de la côte malgache, ne cessent de façonner la société swahilie insulaire. Une immigration bantoue et malgache (Sakalaves) commence insensiblement.
En 1453, la chute de Constantinople ferme brutalement les routes commerciales qui reliaient l'Europe à l'Orient. S'ouvre alors l'âge d'or du commerce maritime, qui contourne l'Afrique pour atteindre l'Inde et la Chine : le canal du Mozambique se retrouve donc subitement au cœur de la principale route commerciale au monde, entraînant une importante période de prospérité pour les nombreuses îles et cités-États de l'aire culturelle swahilie.
Durant cette période, au cours de l'exploration systématique de toute cette région, les Portugais abordent les îles de la Lune (K'm'r en arabe signifie lune) en 1505. En 1529, les Français, par l'intermédiaire d'un frère de Parmentier, visitent ces îles ainsi que la côte nord de Madagascar. 

C'est du début du XVIe siècle que datent les premières relations directes avec les peuples européens, et tout d'abord les navigateurs Portugais, mais aussi des navigateurs ottomans comme en 1521 l'amiral et cartographe ottoman Piri Reis. Celui-ci décrit Mayotte en ces termes dans son Kitab-i Bahrije : 

« La seconde île est nommée Magota. On dit que les Portugais y ont mis des hommes. Elle a un Chah. Sa population est noire et blanche. Ils sont chafi'i, parmi eux point d'hypocrisie. Elle a une ville nommée Chin Kuni [Tsingoni]. N'y règnent que des cheikhs. »

L'archipel se trouve en effet en position stratégique sur les routes commerciales reliant l'Europe à l'Orient en contournant l'Afrique : les navigateurs européens de l'époque recommandent en effet aux navires en route pour les Indes de faire une pause atlantique au Cap-Vert au printemps et une pause indienne aux Comores en septembre, afin de profiter au mieux des courants de mousson ; c'est l'île d'Anjouan qui est alors considérée comme la plus sûre pour les bateaux, ayant toujours une de ses trois côtes protégée du vent. 
Les XVIIe et XVIIIe siècles sont une période particulièrement prospère pour les Comores, idéalement placées sur une route commerciale florissante entre l'Europe et ce qui devient l'empire omanais. Cependant, la rivalité entre sultans fait que les Comores ne deviennent à aucun moment un pays uni, capable de tenir tête aux menaces extérieures, ce qui rend cette prospérité précaire.

## 1500-1800: envers de la prospérité (piraterie, invasions malgaches et sultans batailleurs)
À partir du XVIe siècle, les Malgaches Sakalaves effectuent des raids dans les îles et raflent des esclaves. Les Comoriens, à cette époque, sont eux-mêmes déjà esclavagistes, trafiquant pour le monde arabe et européen. Les Arabo-Persans ayant commencé à introduire eux-mêmes des esclaves africains dans l'archipel, les Makoas dont descendent les Wadzakiya. Les Malgaches finissent par s'installer dans les îles et plus fermement à Mayotte, qui demeurera l'île de l'archipel où la culture malgache (et même la langue) est la plus présente. 
L'archipel constitue pendant plusieurs siècles, pour les Européens et les pirates (voir Combat d'Anjouan), une escale sur la côte est de l'Afrique. Les relations entre ces Européens et les souverains locaux reposent pour l'essentiel, sur le rapport des forces. Une tradition rapporte ainsi qu'un chef de la Grande Comore a dû se soustraire, par la fuite, au pouvoir des Portugais en se réfugiant avec une partie des siens à Mayotte. Anjouan est soumise, elle, à un seul pouvoir durant ce siècle.

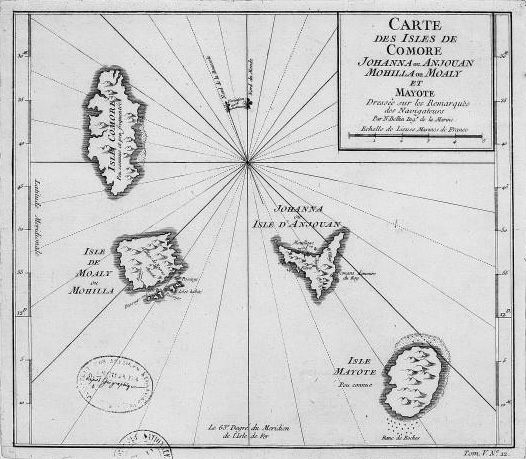
Carte de Jacques-Nicolas Bellin, (1747).

Au XVIIe siècle, l’archipel devient un point de relâche pour les navires européens, hollandais, anglais ou français, en route pour le golfe Persique, les Indes ou l’Extrême-Orient. Anjouan devient également populaire pour les pirates et corsaires qui pillent les navires occidentaux qui doivent passer le cap de Bonne-Espérance. Le combat d'Anjouan fait référence à ces événements.
À partir d'une date inconnue, Mohéli se trouve soumise au sultanat d'Anjouan jusqu'en 1830. En 1830, des migrants de Madagascar conduits par Ramanetaka, qui plus tard prend le nom de Abderemane, envahissent l'île et établissent le sultanat de Mohéli.
Ces raids, restés dans les récits populaires, sont courants jusqu'au début du XIXe siècle. Des sources estiment le nombre des envahisseurs à plusieurs dizaines de milliers d'hommes. Ces raids sont facilités par l'absence de pouvoir central fort sur ces îles (sauf pour Anjouan). Domoni sur Anjouan est détruite en 1780.
En 1791, le capitaine Pierre-François Péron passe quelques mois dans la région, et assiste notamment à un assaut du sultan d'Anjouan sur Mayotte, qu'il raconte dans ses mémoires. Il précise qu'Anjouan est alors beaucoup plus riche, prospère et puissante que Mayotte, et que cette première île dispose de forts et de maisons en pierre, tandis que la seconde n'a que de petits villages aux cases de terre - les deux îles sont cependant déjà largement armées de sabres et de fusils. Il observe également que les sultans ont le teint clair et probablement des origines arabes, alors que les populations sont plus africaines, sur les deux îles : « Aucun signe extérieur ne distinguait les soldats d'Anjouan de ceux de Mayotte ». 
La richesse s'accompagne donc bientôt de rivalités politiques entre les quatre îles et leurs « sultans batailleurs », qui donnent lieu à de nombreuses razzias et guerres ouvertes : ainsi de 1742 à 1791, le sultanat d'Anjouan réalise plusieurs tentatives pour conquérir le sultanat de Mayotte, et vole notamment le minbar en bois sculpté de la mosquée de Tsingoni. Aucun sultan ne parvient jamais à unifier les quatre îles, et ces rivalités affaiblissent profondément l'archipel. De 1795 à 1820, les razzias des pirates malgaches (Sakalaves et Betsimisarakas) dépeuplent considérablement les trois îles mineures, et font sombrer l'archipel dans une grave crise économique, rapidement doublée d'une crise politique, marquée par de nombreux assassinats de sultans et prises de pouvoir par des souverains étrangers (malgaches, zanzibariens, omanais...). En particulier, le roi sakalave du Iboina à Madagascar, Andriantsoly, offre sa protection au sultan de Mayotte Bwana Combo en échange de la moitié de son île, mais l'expulse ensuite à Mohéli. Celui-ci tenta alors de s'allier au sultan local d'origine malgache le hova Ramanetaka (devenu le maître de Mohéli sous le nom d'Abderahmane), qui préféra cependant le spolier pour devenir co-sultan de Mayotte à sa place. Ambitieux, il chasse Andriantsoly de Mayotte en 1836 pour régner sans partage sur l'île, mais regagne ensuite Mohéli. Andriantsoly s'allie alors au sultan Abdallah d'Anjouan pour récupérer l'île. Andriantsoly souhaite préserver l'autonomie de son île face aux autres souverains comoriens, et la protéger des attaques de pirates : or, dépourvu d'allié contre ces derniers et contre la monarchie malgache soutenue par la Grande-Bretagne, il se sait menacé. Il se tourne alors vers les rivaux des Britanniques, les Français, qui, eux aussi présents à Madagascar depuis 1643, viennent de s'emparer de Nosy Be.

## 1820-1975: période coloniale
Les relations entre l'archipel des Comores et l'Europe sont encore pratiquement inexistantes au XVIIIe siècle. Ainsi en 1751, l'Encyclopédie de Diderot et d'Alembert évoque à peine « Les îles Comorres » dans un article de deux lignes : « COMORRES, (les isles) Géog. mod. île de la mer des Indes, dans le canal de Mozambique, entre le Zanguebar & l’île de Madagascar. ». L'article « Mayotte » n'est pas plus détaillé.
Au traité de Vienne, en 1815, les Britanniques annexent à leur Empire l’île Maurice et les Seychelles, anciennes colonies Françaises. Afin de détourner un esprit de revanche des Français, les Britanniques vont décider de ne pas faire la conquête des îles Comores, et plus tard, ils laisseront également Madagascar aux Français. Dès 1815, donc, les Français avaient les mains libres aux Comores. Pour Madagascar, les Français vont devoir attendre jusqu'aux années 1890, quand les Britanniques laisseront finalement les Français coloniser Madagascar (cependant la France possède déjà plusieurs comptoirs sur la Grande Île, depuis la première Colonie de Fort-Dauphin fondée en 1643). Ainsi, entre 1815 et 1896, l'armée Française se battra sur d'autres fronts, et la France tournera la page de la perte des archipels de Maurice et des Seychelles. En 1905, avec l'entente cordiale entre la France et la Grande Bretagne, la France renoncera définitivement à la reconquête de ses anciennes colonies insulaires de l'océan Indien central.
Le sultan Alawi Ier se rend, en 1816, sur l’île Bourbon pour solliciter la protection de Louis XVIII contre les razzias malgaches. Les divisions internes et la menace malgache permettent aux puissances coloniales (France, Portugal, Angleterre, l'Allemagne qui rivalisent pour imposer leur hégémonie dans cette zone stratégique contrôlant le commerce vers l'Orient) d'intervenir dans les affaires politiques des souverains locaux. Le 25 avril 1841, à la suite de la signature d'un traité, Mayotte devient protectorat français et le sultan Adrian Tsouli, qui avait conquis l'île 9 ans plus tôt et était en train de perdre le pouvoir réel du fait des incessantes attaques anjouanaises et malgaches, s'installe à la Réunion avec une pension de l’État français et les paiements des frais de scolarité de ses enfants. La France trouve avec cet accord un port stratégiquement important, face à Nosy Bé dont ils viennent de prendre possession à partir de 1839. Le roi Louis-Philippe entérine cette acquisition en 1843. L’esclavage y est aboli dès 1846.
En 1851, par l'Expédition d'Anjouan, les États-Unis imposent à Anjouan un traité de commerce privilégié.

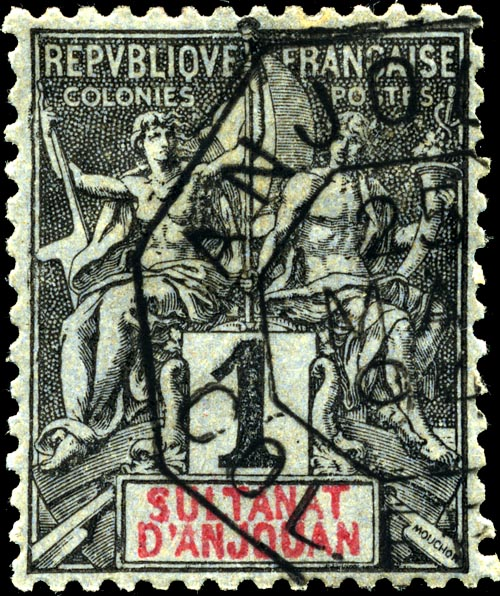
Timbre de 1892.

En 1886, la France établit un protectorat sur Anjouan, et utilise même la marine pour s'imposer face au sultan Saidi Abdallah bin Salim réticent. Le 24 juin 1886, le sultan de Grande Comore qui a réussi à unifier l'île grâce aux Français, accepte, sous la pression, de passer sous protectorat français. Il est ensuite exilé pour ne plus revenir. Mohéli est également placée sous protectorat cette même année. Même si les îles gardent une certaine indépendance du fait de la rivalité des grandes puissances, elles sont bien soumises et les sultans locaux n'ont pas les moyens de s'y opposer. À partir de 1892, le pouvoir sur les îles des Comores est exercé par les résidents subordonnés aux gouverneurs de Mayotte, qui peu à peu ont pris le pouvoir. Les exploitations coloniales constituent près de la moitié de la Grande Comore, 40 % d'Anjouan, 20 % de Mohéli. Les îles deviennent alors colonie de « Mayotte et dépendances ». Alors que la main-d'œuvre devient de plus en plus chère à La Réunion, les Comores, oubliées par l'administration centrale, offrent aux colons et aux sociétés coloniales (comme la Bambao) des perspectives et une main-d'œuvre peu chère dans les plantations de plantes à parfums et de vanille. Durant cette période, les colons dépossèdent entièrement les paysans comoriens de leurs terres[réf. nécessaire], et emploient ceux-ci dans les plantations coloniales à titre d'« engagés ». La langue administrative devenue le français, la France implante des collèges puis des lycées dont l'enseignement se fait en français - ceux-ci demeurant réservés aux familles comoriennes privilégiées, tandis que les madrassas se chargent de l'éducation basique du reste de la population en comorien et en arabe. L'usage du swahili comorien se poursuit cependant dans le milieu du commerce.
En 1904 le rattachement juridique officiel se fait entre les îles. Il est suivi, le 9 avril 1908, d’un second décret rattachant officieusement Mayotte et ses dépendances à Madagascar, rattachement officialisé le 25 juillet 1912.

### 1897-1958: rattachement à Madagascar,colonie de Madagascar et dépendances

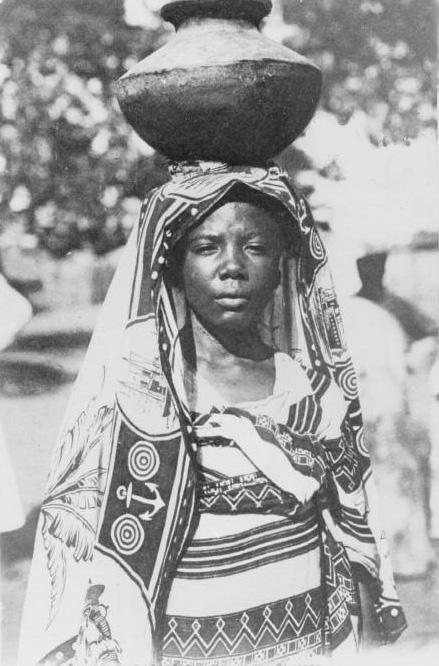
« Madagascar : Femme des Comores » (carte postale de 1908).

Après plusieurs exactions et abus, mais désirant néanmoins poursuivre la colonisation, la France se résout à faire surveiller les résidents par les administrateurs de Mayotte. Pour ce faire la colonie de « Mayotte et dépendances » est rattachée par la loi du 25 juillet 1912 à la colonie de Madagascar. Peu à peu, les terres sont rétrocédées aux Comoriens, et une élite locale voit progressivement le jour (souvent éduquée à la Réunion avant la fondation du lycée de Moroni). Une révolte importante a lieu en 1915 en Grande Comore. La France envoie des gardes malgaches, puis un détachement de tirailleurs sénégalais, et dans le même temps demande à son administration de s'appuyer sur les notables locaux pour ramener la paix. Peu à peu, le mouvement s'effrite, et l'administration exile certains meneurs. En 1940 à Anjouan, éclate une grève lorsque l'administration fait savoir qu'elle va réquisitionner la main d'œuvre pour les exploitations coloniales. Des violences éclatent lorsque la grève échoue, les notables finissent par appeler au calme. 
Pendant la Seconde Guerre mondiale, du 6 juin 1940 à 1942, l'administration coloniale est exercée par le régime de Vichy. Après 1942, celle-ci échoit, comme celle de Madagascar, au Royaume-Uni jusqu'au 13 octobre 1946 où l'ensemble est restitué à la France du Général de Gaulle.

### 1946-1975: vers l'indépendance duTerritoire des Comores
Les Comores obtiennent en 1946 une autonomie administrative vis-à-vis de Madagascar. Dzaoudzi (à Mayotte) est choisie comme capitale du nouveau territoire, ce qui alimente la rivalité entre cette île et les trois autres. À partir de 1946, les Comores sont représentées directement au Parlement français pour la première fois en tant que telles et acquièrent une certaine autonomie administrative grâce notamment à l'action du député Said Mohamed Cheikh (1904-1970). Les Comores obtiennent également un conseiller à l'Union française (Georges Boussenot (1876-1974), déjà député de Madagascar en 1945-1946) puis, en 1947, à la suite du changement de statut de l'île en devenant un territoire, un conseiller de la République (Jacques Grimaldi (1906-2002)). Un conseil général, assemblée locale, est mis en place dans l'archipel pour représenter la population et discuter des problèmes locaux, mais le véritable pouvoir est toujours détenu par l'administrateur supérieur de la République française. Le 15 juin 1953, plusieurs politiques comoriens osent sans y croire faire une déclaration commune demandant l’indépendance. Un référendum est prévu et les textes permettant une autonomie plus grande sont votés. À cette date, la plupart des élus comoriens et anjouanais sont pour une indépendance à terme, mais posent comme préalable la prise en compte des contraintes économiques dans le processus d'indépendance. Les créoles ou riches planteurs d'origine française sont tous farouchement contre.
En 1958 application de la loi-cadre, le conseil de gouvernement, organe exécutif est toujours présidé par l'administrateur supérieur entouré par des ministres désignés par le conseil général. Le poste de vice-président du conseil de gouvernement confié à Ahmed Mohamed (1917-1984) est symbolique. Certains politiciens reprochent à la France de ne pas traiter les Comores comme les autres TOM. L'éducation est très largement négligée depuis le début de la colonisation, on ouvre cependant le premier lycée en 1963 à Moroni (pour recevoir les meilleurs élèves des quelques collèges des quatre îles, qui devaient auparavant terminer leurs études à la Réunion). 
Après avoir accepté d'adhérer à la Communauté française lors du référendum du 28 septembre 1958 organisé par le général de Gaulle, les Comores obtiennent le 22 décembre 1961 (loi no 1412) un statut d'autonomie interne. Ce statut d'autonomie interne donne jour à un gouvernement comorien élu par l'Assemblée territoriale. En application de la loi-cadre, on crée le conseil de gouvernement, organe exécutif toujours présidé par l'administrateur supérieur, entouré par des ministres désignés par le Conseil général.
Fin décembre 1961, Saïd Mohammed Cheikh devient Président du Conseil de Gouvernement, premier personnage du Territoire, avant le haut-commissaire de la République. Il est élu parmi les représentants de l'assemblée. La majeure partie de la population actuelle de Mayotte considère qu'en 1966, Saïd Mohamed Cheick fait transférer la capitale des Comores de Dzaoudzi à Moroni, huit ans après la décision, ce qui provoque la méfiance des élus de Mayotte envers les indépendantistes. 
Il reste à émettre des doutes sérieux quant aux origines de cette proposition. Saïd Mohamed Cheikh aurait défendu cette proposition dans le but d'exercer un plus grand contrôle sur les autorités locales. En fait, consciente des difficultés financières qu'entraînerait ce transfert, ainsi que des résistances locales de la population, l'autorité coloniale trouva dans les conseillers grands-comoriens le moyen de le réaliser sans apparaître comme le véritable responsable.
Il s'efforce de faire élargir les compétences territoriales (cela lui est plus facile à partir de 1968 par la loi no 6804). Cette période d'autonomisation progressive est marquée par un certain développement économique et social. Le réseau routier commence à être bitumé et les politiciens les plus autonomistes, après les événements de 1968 réclament l'indépendance ce qui aboutira aux « Accords de juin 1973 ».
Entre 1964 et 1968, Cheick doit gérer l'expulsion des Comoriens de Tanzanie, et plus précisément de Zanzibar après la Révolution menée par l'ASP. Beaucoup de ces expulsés appartiennent au Mouvement de libération nationale des Comores. Au cours de cette période naissent les premiers mouvements politiques qui contestent le pouvoir de Saïd Mohamed Cheikh et pour certains, réclament l'indépendance et à l'opposé, comme le Mouvement populaire mahorais réclament au départ plus d'autonomie vis-à-vis des autres îles.
Le 25 août 1972, le Comité spécial de la décolonisation de l'Organisation des Nations unies inscrit l'archipel des Comores à sa liste des territoires devant accéder à l'autodétermination. Le 22 décembre des élections sont favorables aux indépendantistes. Le 15 juin 1973, la France et les Comores signent des accords relatifs à l'accession à l'indépendance. D'un commun accord, dans un objectif d'indépendance concerté, la France propose un référendum d'autodétermination. Le 22 décembre 1974, la France organise aux Comores une consultation référendaire.

## 1975: déclaration d'indépendance
Si le suffrage obtient dans son ensemble plus de 90 % pour l'indépendance, Mayotte se singularise en votant pour le maintien au sein de la République française (65 % pour le maintien, 35 % contre le maintien).

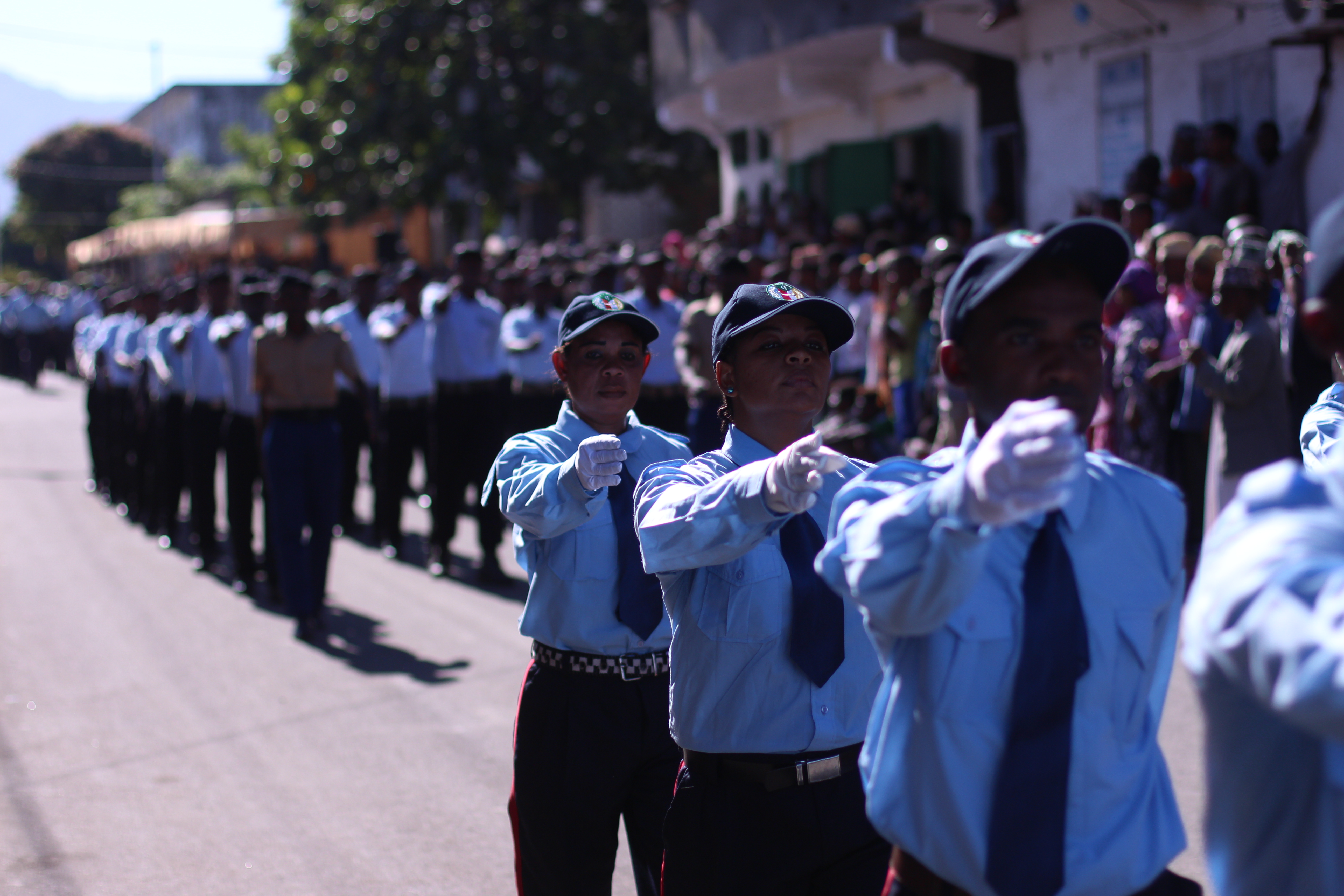
Défilé militaire à Mutsamudu le 6 juillet 2015 pour la commémoration de l'indépendance.

Plusieurs explications sont données pour expliquer ce choix :
- Mayotte était française depuis 1841 (contre 1886 pour les autres îles), la population beaucoup plus francisée et souvent en rivalité avec les autres îles ;
- la craintes des Mahorais de se sentir marginalisés dans un système politique dominé par la Grande Comore ;
- la crainte de voir les libertés des femmes diminuées (épisode des mamies chatouilleuses) ;
- une partie de la population étant d'origine malgache, utilisant le malgache comme langue première, l'île est relativement moins arabisée (pratique animiste sakalave) et craint la mainmise de la Ligue arabe ;
- un certain nombre d'élus locaux d'origine comorienne (Anjouan, Mayotte) et les descendants des familles créoles, peu nombreux, mais marqués par une éducation républicaine, militent en faveur du statu quo ;
- les relations entre Mayotte et Madagascar étant plus grandes, la désillusion apparue après l'indépendance était bien mieux connue[25].

La France prend acte mais, le 3 juillet 1975, est promulguée une loi décidant qu'une constitution comorienne doit être proposée dans les six mois et adoptée île par île, permettant de fait à Mayotte de pouvoir rester française, en contradiction avec une déclaration antérieure du gouvernement français datant du 26 août 1974 selon laquelle la consultation pour l'indépendance serait globale. Le 6 juillet 1975, le président du Conseil de Gouvernement, Ahmed Abdallah (1919-1989), déclare unilatéralement l'indépendance immédiate des Comores. Le 9 juillet 1975, la France reconnaît l'indépendance des trois îles où le oui l'a emporté, mais Mayotte reste cependant sous administration française au détriment de la déclaration du gouvernement comorien. Le 17 octobre 1975, sans que la France ne prenne part au vote, le Conseil de sécurité des Nations unies recommande à l'Assemblée générale des Nations unies d'admettre au sein de l'Organisation des Nations unies le nouvel État comorien. Cette admission est validée le 12 novembre 1975 par l'Assemblée générale, qui, à cette occasion réaffirme « la nécessité de respecter l'unité et l'intégrité territoriale de l'archipel des Comores » - intégrité problématique puisqu'avant la colonisation l'archipel n'a jamais constitué d'entité politique cohérente. Cette position de l'Assemblée générale répond à la position du nouvel État qui revendique Mayotte et refuse cette séparation qui remet selon elle en cause l'intégrité territoriale de l'archipel. L'Union africaine considère alors ce territoire comme occupé par une puissance étrangère[réf. nécessaire].
La France reconnaît l’État des Comores en décembre 1975, mais organise un referendum à Mayotte le 8 février 1976 au cours duquel les habitants de Mayotte se déclarent massivement pour le maintien dans la République Française. Plusieurs autres référendums suivront, plébiscitant toujours le maintien de Mayotte dans la France, jusqu'au référendum sur la départementalisation de Mayotte en 2009 qui scelle l'inclusion administrative de Mayotte à la France, en tant que 101e département. En vertu du Droit des peuples à disposer d'eux-mêmes, l'ONU n'a plus jamais inquiété la France au sujet de Mayotte depuis les années 1990, même si la revendication comorienne demeure. 
Les périodes historiques suivantes, qui divergent d'une façon importante, sont relatées dans les articles concernant l'histoire de l'état comorien et l'histoire de Mayotte.
Alors que tous les archipels et anciennes cités-États qui ont fait la gloire de la culture swahilie sont intégrées depuis les grandes vagues de décolonisation à de vastes pays continentaux (Kenya, Tanzanie, Mozambique...), ce qui a pour effet de les marginaliser et de les africaniser au sein de ces grands ensembles multiculturels et multiethniques, les Comores se distinguent comme le seul pays au monde de culture essentiellement swahilie, dernier vestige politique de cet ensemble très cohérent mais qui ne parvint jamais à être un pays.